# Герб Рапламаа
Герб Рапламаа (ест. Raplamaa vapp) разом із прапором є офіційним символом Рапламаа, одного з повітів Естонії.
Затверджено 7 листопада 1996 року.

## Опис герба
У щиті срібний хрест, 1-е та 4-е поля — червоні, 2-е поле — золоте, 3-є — синє. 

## Значення
Елементи герба вказують на повіти, з територій яких 1950 року був сформований Рапласький район. Червоне поле походить з  герба Ляенемаа, синє — Ярвамаа,  золоте — Пярнумаа, а хрест — Гар'юмаа.